# Corti (cognome)
Corti è un cognome di lingua italiana.

## Varianti
Corte, Corteggiani, Cortella, Cortellesi, Cortelli, Cortellino, Cortesani, Cortese, Cortesi, Cortesini, Corticelli, Cortigiani, Cortina, Cortini, Da Corte, Dalla Corte, Della Corte, La Corte.

## Origine e diffusione
Il cognome è tipicamente settentrionale.
Potrebbe derivare dal termine "corte" o da un toponimo, dal greco chórtos o dal latino cohortem e tardo latino curtem, "zona recintata"; il termine è sinonimo di hortus, il che lo rende affine ai cognomi Corona e Orti. Potrebbe altresì costituire una variante di Curcio.
Le varianti Cortelli e Dalla Corte sono venete; Corticelli è emiliano; Cortese è meridionale; La Corte è siciliano.

## Persone
- Daniele Corti – calciatore italiano
- Domenico Corti – architetto italiano
- Enrica Corti – attrice italiana